# Camponotus poecilus
Camponotus poecilus är en myrart som beskrevs av Carlo Emery 1893. Camponotus poecilus ingår i släktet hästmyror, och familjen myror. Inga underarter finns listade.